# Форкальк'є (округ)
Округ Форкальк'є (фр. Arrondissement de Forcalquier) — округ у Франції, в департаменті Альпи Верхнього Провансу. 2023 року округ об'єднував 97 муніципалітетів, населення становило 98 560 осіб.
Адміністративний центр (супрефектура) — Форкальк'є.

## Муніципалітети
Список муніципалітетів округу та їхні коди INSEE:
1. Альмань-ан-Прованс (04004)
2. Антревенн (04077)
3. Антреп'єрр (04075)
4. Банон (04018)
5. Бевон (04027)
6. Бейон (04023)
7. Бельаффер (04026)
8. Брюне (04035)
9. Валавуар (04228)
10. Валансоль (04230)
11. Валерн (04231)
12. Вальбель (04229)
13. Вантроль (04234)
14. Вашер (04227)
15. Вільмюс (04241)
16. Вільнев (04242)
17. Волькс (04245)
18. Вомей (04233)
19. Греу-ле-Бен (04094)
20. Дофен (04068)
21. Еспаррон-де-Вердон (04081)
22. Жигор (04093)
23. Кенсон (04158)
24. Кламансан (04057)
25. Кларе (04058)
26. Корб'єр (04063)
27. Крюї (04065)
28. Кюрбан (04066)
29. Кюрель (04067)
30. Ла-Бріянн (04034)
31. Ла-Мотт-дю-Кер (04134)
32. Ла-Рошжирон (04169)
33. Лардьє (04101)
34. Ле-Кастелле (04041)
35. Ле-Кер (04037)
36. Лез-Омерг (04140)
37. Ліман (04104)
38. Л'Оспітале (04095)
39. Люр (04106)
40. Ман (04111)
41. Маноск (04112)
42. Мельв (04118)
43. Мізон (04123)
44. Монжустен (04129)
45. Монло (04130)
46. Монсальє (04132)
47. Монтаньяк-Монпеза (04124)
48. Монфор (04127)
49. Монфюрон (04128)
50. Нібль (04137)
51. Ніозель (04138)
52. Нуає-сюр-Жаброн (04139)
53. Обіньоск (04013)
54. Обна-лез-Альп (04012)
55. Онгль (04141)
56. Оппедетт (04142)
57. Орезон (04143)
58. Отон (04016)
59. Пепен (04145)
60. П'єгю (04150)
61. П'єррвер (04152)
62. П'єррерю (04151)
63. Пюїмішель (04156)
64. Пюїмуассон (04157)
65. Ревест-де-Брусс (04162)
66. Ревест-дю-Бйон (04163)
67. Ревест-Сен-Мартен (04164)
68. Редортьє (04159)
69. Реянн (04160)
70. Р'є (04166)
71. Румуль (04172)
72. Саліньяк (04200)
73. Сен-Венсан-сюр-Жаброн (04199)
74. Сен-Женьє (04179)
75. Сен-Лоран-дю-Вердон (04186)
76. Сен-Мартен-де-Бром (04189)
77. Сен-Мартен-лез-О (04190)
78. Сен-Мем (04188)
79. Сен-Мішель-л'Обсерватуар (04192)
80. Сент-Етьєнн-лез-Орг (04178)
81. Сент-Круа-а-Лоз (04175)
82. Сент-Тюль (04197)
83. Серест (04045)
84. Сігонс (04206)
85. Сігуає (04207)
86. Сім'ян-ла-Ротонд (04208)
87. Сістерон (04209)
88. Соман (04201)
89. Сурриб (04211)
90. Тез (04216)
91. Тюрр'є (04222)
92. Фокон-дю-Кер (04085)
93. Фонтьєнн (04087)
94. Форкальк'є (04088)
95. Шатонеф-Міравай (04051)
96. Шатонеф-Валь-Сен-Дона (04053)
97. Шатофор (04050)